# Wöbringbach
Der Wöbringbach ist ein linker Nebenfluss der Metnitz in den Metnitzer Bergen im Gemeindegebiet von Metnitz.
Er entspringt am Nordostabhang des Hirschsteins oberhalb der Baumgrenze auf einer Höhe von etwa 1855 m. Der Bach fließt auf den ersten etwa 6 km, auf denen er Röttingbach genannt wird, im Wesentlichen in Richtung Nordost; er durchfließt dabei die Rötting, ein Tal, in dem es Almen und Alm- und Jagdhütten gibt. Es wird vermutet, dass der Wöbringbach vor der letzten Eiszeit über Auenbach, Lassnitzbach (heute talaufwärts!), Talbach und Thayabach in insgesamt nordöstliche Richtung zur Mur hin entwässerte; heute wendet er sich jedoch im Bereich der Ortschaft Auen scharf nach Südsüdosten und bricht in einem tief eingeschnittenen, bewaldeten Graben ins Metnitztal durch. Von rechts nimmt er als größten Zubringer den Oberalpenbach auf, der von der Streusiedlung Oberalpe her zufließt. Zuletzt durch die Streusiedlung Wöbring fließend, erreicht der Wöbringbach gut 2 km westlich des Gemeindehauptorts Metnitz die Metnitz.
1926 projektierte Johann Auer, Besitzer des etwa 1 km vor der Mündung des Wöbringbachs gelegenen Hofs mit dem Namen Fritz, ein Elektrizitätswerk mit einer Leistung von 5 PS.
Das Abflussvolumen des Wöbringbachs an der Mündung bei einem 100-jährlichen Hochwasser wird auf 60 m³/s geschätzt.